# Det blodiga gänget
Det blodiga gänget (originaltitel Diamante Lobo, engelsk titel God's Gun) är en spagettiwestern från 1976 regisserad av Gianfranco Parolini. Filmen hade svensk premiär 1 februari 1977.

## Handling
Ett gäng kriminella, lett av Sam Clayton (Jack Palance) terroriserar staden Juno City. I staden dödar de prästen Fader John (Lee Van Cleef) och lämnar efter sig en ung församlingsbo, Johnny (Leif Garrett). Johnny söker nu efter hjälp, för att hämnas mordet på Fader John.

## Rollista
- Lee Van Cleef
- Jack Palance
- Richard Boone
- Sybil Danning
- Leif Garrett